# هارت لي ديكس
هارت لي ديكس (بالإنجليزية: Hart Lee Dykes)‏ هو لاعب كرة قدم أمريكية أمريكي، ولد في 2 سبتمبر 1966 في باي سيتي في الولايات المتحدة.

## وصلات خارجية
- هارت لي ديكس على موقع مرجع كرة القدم المحترفة.كوم (الإنجليزية)